# Andalgalornis steulleti
Andalgalornis steulleti és una espècie d'ocell depredador no volador de la família dels forusràcid (sovint anomenats "ocells del terror") que va viure en el que actualment és Argentina.
Andalgalornis es coneix a partir d'un esquelet incomplet i alguns ossos solts trobats a llocs d'Entre Ríos i la província de Catamarca del nord-est i nord-oest de l'Argentina. Els fòssils s'han recuperat del Miocè i Pliocè inferior de la formació d'Andalgala.